# Walter Chales de Beaulieu

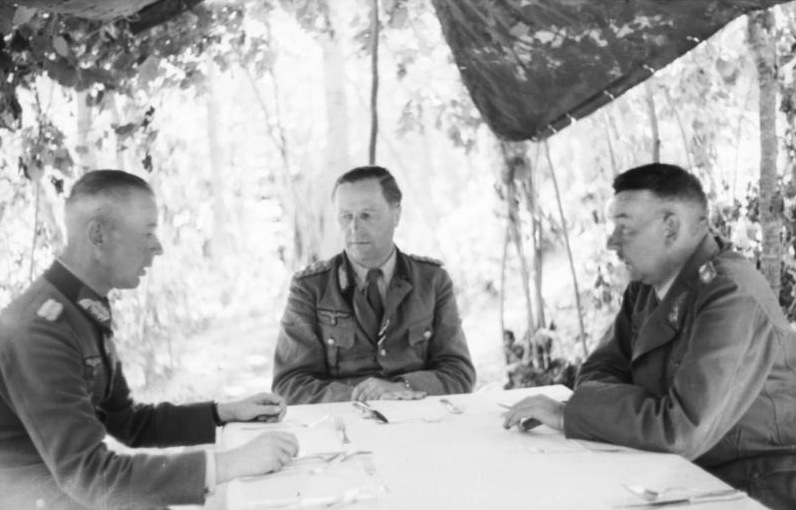
Hermann Breith (Mitte) im Gespräch mit General der Panzertruppe Werner Kempf (rechts) sowie Generalleutnant Walter Chales de Beaulieu (links) während des Unternehmens Zitadelle bei Kursk am 21. Juni 1943

Walter Chales de Beaulieu (* 14. Juni 1898 in Saalfeld; † 26. August 1974 in Kressbronn am Bodensee) war ein deutscher Generalleutnant im Zweiten Weltkrieg und Autor.

## Leben
Beaulieu trat während des Ersten Weltkriegs am 21. Juni 1915 als Fahnenjunker in das 1. Masurische Feldartillerie-Regiment Nr. 73 der Preußischen Armee in Allenstein ein. Nach Absolvierung eines Ausbildungskurses an der Feldartillerie-Schießschule in Jüterbog wurde er Mitte Dezember 1915 dem Regiment an der Ostfront überwiesen. Während der Stellungskämpfe vor Dünaburg wurde Chales de Beaulieu am 20. März 1916 mit Patent vom 14. Juni 1915 zum Leutnant befördert. Als Adjutant der II. Abteilung verlegte er Anfang Dezember 1916 mit seinem Verband an die Westfront und war hier bis Kriegsende im Einsatz. Seine Leistungen wurden durch die Verleihung beider Klassen des Eisernen Kreuzes gewürdigt.
Nach Kriegsende in die Reichswehr übernommen, wurde Chales de Beaulieu im 2. (Preußisches) Reiter-Regiment verwendet und absolvierte, zwischenzeitlich zum Oberleutnant befördert, 1926/28 die Führergehilfenausbildung. Nach weiteren Verwendungen diente er ab 1. August 1937 für zwei Jahre als Taktiklehrer an der Kriegsakademie.
Zu Beginn des Deutsch-Sowjetischen Krieges war er Chef des Generalstabes der Panzergruppe 4 unter dem Kommandeur Generaloberst Erich Hoepner. Später kommandierte er die 168. Infanterie-Division und die 23. Infanterie-Division. Ab 12. September 1944 befand Chales de Beaulieu sich in der Führerreserve und wurde am 31. Januar 1945 aus dem Militärdienst verabschiedet. Als ehemaliger Chef des Generalstabes von Generaloberst Hoepner, der sich als Widerstandskämpfer am 20. Juli 1944 beteiligt hatte, erschien er der Führung aus politischen Gründen nicht mehr tragbar.

## Schriften
- Der Vorstoss der Panzergruppe 4 auf Leningrad. 1961.
- Generaloberst Erich Hoepner. Militärisches Porträt eines Panzer-Führers. 1969